# Liste der österreichischen Wirtschaftsminister
Liste der Wirtschaftsminister der Republik Österreich. Von 1987 bis 2019 stellte alle die Österreichische Volkspartei, wie im Übrigen in allen Regierungen, an denen diese beteiligt war. Bis 1987 war die Bezeichnung  Handelsminister gebräuchlich.

## Zweite Republik (ab 1945)
| Nr. | Porträt | Bundesminister           | Partei                     | Amtszeit | Regierungen                                                          |
| --- | ------- | ------------------------ | -------------------------- | --- | -------------------------------------------------------------------- |
| 1   |         | Eduard Heinl             | ÖVP                        | 27. April 1945 bis 20. Dezember 1945 Staatssekretär für Industrie, Gewerbe, Handel und Verkehr in der provisorischen Staatsregierung | Renner IV                                                            |
| 2   |         | Eugen Fleischacker       | ÖVP                        | 20. Dezember 1945 bis 31. Mai 1946 Bundesminister für Handel und Wiederaufbau | Figl I                                                               |
| 3   |         | Eduard Heinl             | ÖVP                        | 31. Mai 1946 bis 18. Februar 1948 Bundesminister für Handel und Wiederaufbau | Figl I                                                               |
| 4   |         | Ernst Kolb               | ÖVP                        | 18. Februar 1948 bis 23. Jänner 1952 Bundesminister für Handel und Wiederaufbau | Figl I, Figl II                                                      |
| 5   |         | Josef C. Böck-Greissau   | ÖVP                        | 23. Jänner 1952 bis 21. April 1953 Bundesminister für Handel und Wiederaufbau | Figl II, Figl III, Raab I                                            |
| 5a  |         | Julius Raab              | ÖVP                        | 21. April 1953 bis 28. April 1953 nach Tod des Vorgängers mit der einstweiligen Führung der Geschäfte betraut | Raab I                                                               |
| 6   |         | Udo Illig                | ÖVP                        | 28. April 1953 bis 19. September 1956 Bundesminister für Handel und Wiederaufbau | Raab I, Raab II                                                      |
| 7   |         | Fritz Bock               | ÖVP                        | 19. September 1956 bis 19. April 1966 Bundesminister für Handel und Wiederaufbau 19. April 1966 bis 19. Jänner 1968 betraut mit der Leitung des Bundesministeriums für Handel, Gewerbe und Industrie                                                         | Raab II, Raab III, Raab IV, Gorbach I, Gorbach II, Klaus I, Klaus II |
| 8   |         | Otto Mitterer            | ÖVP                        | 19. Jänner 1968 bis 21. April 1970 Bundesminister für Handel, Gewerbe und Industrie | Klaus II                                                             |
| 9   |         | Josef Staribacher        | SPÖ                        | 21. April 1970 bis 24. Mai 1983 Bundesminister für Handel, Gewerbe und Industrie | Kreisky I, Kreisky II, Kreisky III, Kreisky IV                       |
| 10  |         | Norbert Steger           | FPÖ                        | 24. Mai 1983 bis 21. Jänner 1987 betraut mit der Leitung des Bundesministeriums für Handel, Gewerbe und Industrie | Sinowatz, Vranitzky I                                                |
| 11  |         | Robert Graf              | ÖVP                        | 21. Jänner 1987 bis 31. März 1987 Bundesminister für Handel, Gewerbe und Industrie 1. April 1987 bis 24. April 1989 Bundesminister für wirtschaftliche Angelegenheiten                                                                                       | Vranitzky II                                                         |
| 12  |         | Wolfgang Schüssel        | ÖVP                        | 24. April 1989 bis 4. Mai 1995 Bundesminister für wirtschaftliche Angelegenheiten | Vranitzky II, Vranitzky III, Vranitzky IV                            |
| 13  |         | Johannes Ditz            | ÖVP                        | 4. Mai 1995 bis 19. Juni 1996 Bundesminister für wirtschaftliche Angelegenheiten | Vranitzky IV, Vranitzky V                                            |
| 14  |         | Johann Farnleitner       | ÖVP                        | 19. Juni 1996 bis 4. Februar 2000 Bundesminister für wirtschaftliche Angelegenheiten | Vranitzky V, Klima                                                   |
| 15  |         | Martin Bartenstein       | ÖVP                        | 4. Februar 2000 bis 31. März 2000 Bundesminister für wirtschaftliche Angelegenheiten 1. April 2000 bis 2. Dezember 2008 Bundesminister für Wirtschaft und Arbeit                                                                                             | Schüssel I, Schüssel II, Gusenbauer                                  |
| 16  |         | Reinhold Mitterlehner    | ÖVP                        | 2. Dezember 2008 bis 31. Jänner 2009 Bundesminister für Wirtschaft und Arbeit 1. Februar 2009 bis 28. Februar 2014 Bundesminister für Wirtschaft, Familie und Jugend 1. März 2014 bis 17. Mai 2017 Bundesminister für Wissenschaft, Forschung und Wirtschaft | Faymann I, Faymann II, Kern                                          |
| 17  |         | Harald Mahrer            | ÖVP                        | 17. Mai 2017 bis 18. Dezember 2017 Bundesminister für Wissenschaft, Forschung und Wirtschaft | Kern                                                                 |
| 18  |         | Margarete Schramböck     | ÖVP                        | 18. Dezember 2017 bis 7. Jänner 2018 Bundesministerin für Wissenschaft, Forschung und Wirtschaft 8. Jänner 2018 bis 3. Juni 2019 Bundesministerin für Digitalisierung und Wirtschaftsstandort                                                                | Kurz I, Löger                                                        |
| 19  |         | Elisabeth Udolf-Strobl   | Unabh.                     | 3. Juni 2019 bis 7. Jänner 2020 Bundesministerin für Digitalisierung und Wirtschaftsstandort | Bierlein                                                             |
| 20  |         | Margarete Schramböck     | ÖVP                        | 7. Jänner 2020 bis 11. Mai 2022 Bundesministerin für Digitalisierung und Wirtschaftsstandort | Kurz II, Schallenberg, Nehammer                                      |
| 21  |         | Martin Kocher            | Unabh. , von ÖVP nominiert | 11. Mai 2022 bis 17. Juli 2022 Bundesminister für Digitalisierung und Wirtschaftsstandort 18. Juli 2022 bis 3. März 2025 Bundesminister für Arbeit und Wirtschaft                                                                                            | Nehammer, Schallenberg                                               |
| 22  |         | Wolfgang Hattmannsdorfer | ÖVP                        | 3. März 2025 bis 31. März 2025 Bundesminister für Arbeit und Wirtschaft ab 1. April 2025 Bundesminister für Wirtschaft, Energie und Tourismus | Stocker                                                              |

 FPÖ  Freiheitliche Partei Österreichs 
 ÖVP   ÖVP  Österreichische Volkspartei
 SPÖ  Sozialdemokratische Partei Österreichs